# Área de Conservação da Paisagem de Koiva-Mustjõe
A Área de Conservação da Paisagem de Koiva-Mustjõe é um parque natural situado no condado de Võru, na Estónia.
A sua área é de 3196 hectares.
A área protegida foi designada em 1957 para proteger o prado arborizado de Koiva e os seus arredores.